# Crypteria (Franckomyia) stylophora
Crypteria (Franckomyia) stylophora is een tweevleugelige uit de familie steltmuggen (Limoniidae). De soort komt voor in het Oriëntaals gebied.